# Teltower Dörferweg
Der Teltower Dörferweg ist mit der Nummer 15 einer der 20 grünen Hauptwege. Das ist eine Zusammenstellung von 20 Wanderwegen durch das Berliner Stadtgebiet mit einer Gesamtlänge von rund 550 Kilometern. Ziel ist es, „Wohngebiete mit den vielfältigen Erholungsmöglichkeiten in Parkanlagen und Naherholungsgebieten von Berlin und Brandenburg“ (Senatsverwaltung für Stadtentwicklung und Umwelt) miteinander zu verknüpfen. Der Fußgänger soll dabei die Möglichkeit haben, „die Stadt als eine Verbindung von Kultur, Geschichte und Ökologie intensiv zu erleben“. Der Dörferweg verbindet Ortsteile im Berliner Süden, die ihren Ursprung in den Dörfern auf dem Teltow haben.

## Verlauf
Der Teltower Dörferweg liegt auf einer Strecke von 45 Kilometern auf der Teltower Hochfläche und verläuft von Dorf zu Dorf. Um 1900 wäre er zwischen der Grunewaldseenkette und der Köpenicker Spree über ländliche Regionen mit Feldern, Wiesen und kleinen Dörfern verlaufen. Heute ist die südliche Berliner Landesfläche bebaut, und die historischen Dorfstrukturen sind verdeckt, wie dies an den von 1962 bis 1975 bebauten großen Ackerflächen um Gropiusstadt sichtbar wird. Der Teltower Dörferweg erschließt zwischen West und Ost die Wohngebiete von Zehlendorf, Lichterfelde, Marienfelde, Lichtenrade, Buckow, Rudow und Adlershof. Den Überblick bietet dann von Ost nach West die Aussichtsplattform der Rudower Höhe im Landschaftspark Rudow-Altglienicke, neueren Datums und im Entstehen ist der Landschaftspark nördlich von Adlershof, der noch unberührte Wiesen des ehemaligen Flugfeldes Johannisthal erschließen wird.
Der Hauptweg wird im Folgenden von Ost (Oberspree) durch den Süden nach West (Zehlendorf) beschrieben.

### Niederschöneweide
Der Teltower Dörferweg hat den östlichen Ausgangspunkt (Karte) mit Anschluss an den Spreeweg (derzeit am Spreesüdufer nicht durchgehend begehbar) in Niederschöneweide in Höhe der KGA ‚Am Freibad‘. Eine Verbindung an das Verkehrsnetz ist vom unweit gelegenen S-Bahnhof Oberspree möglich. Von der Spree westlich der KGA Am Freibad Oberspree geht es zum Bruno-Bürgel-Weg und auf diesem 150 Meter nach links zur Ostritzer Straße. Niveaugleich wird auf dieser die S-Bahnstrecke nach Spindlersfeld gequert und anschließend führt ein Fußweg nach rechts in ein Wäldchen und auf diesem 360 Meter geht es nach links durch die KGA ‚Waldland 1911‘. An den Wohnhäusern folgt die Oberspreestraße, vor der der Ortsteil verlassen wird.

### Adlershof und Johannisthal

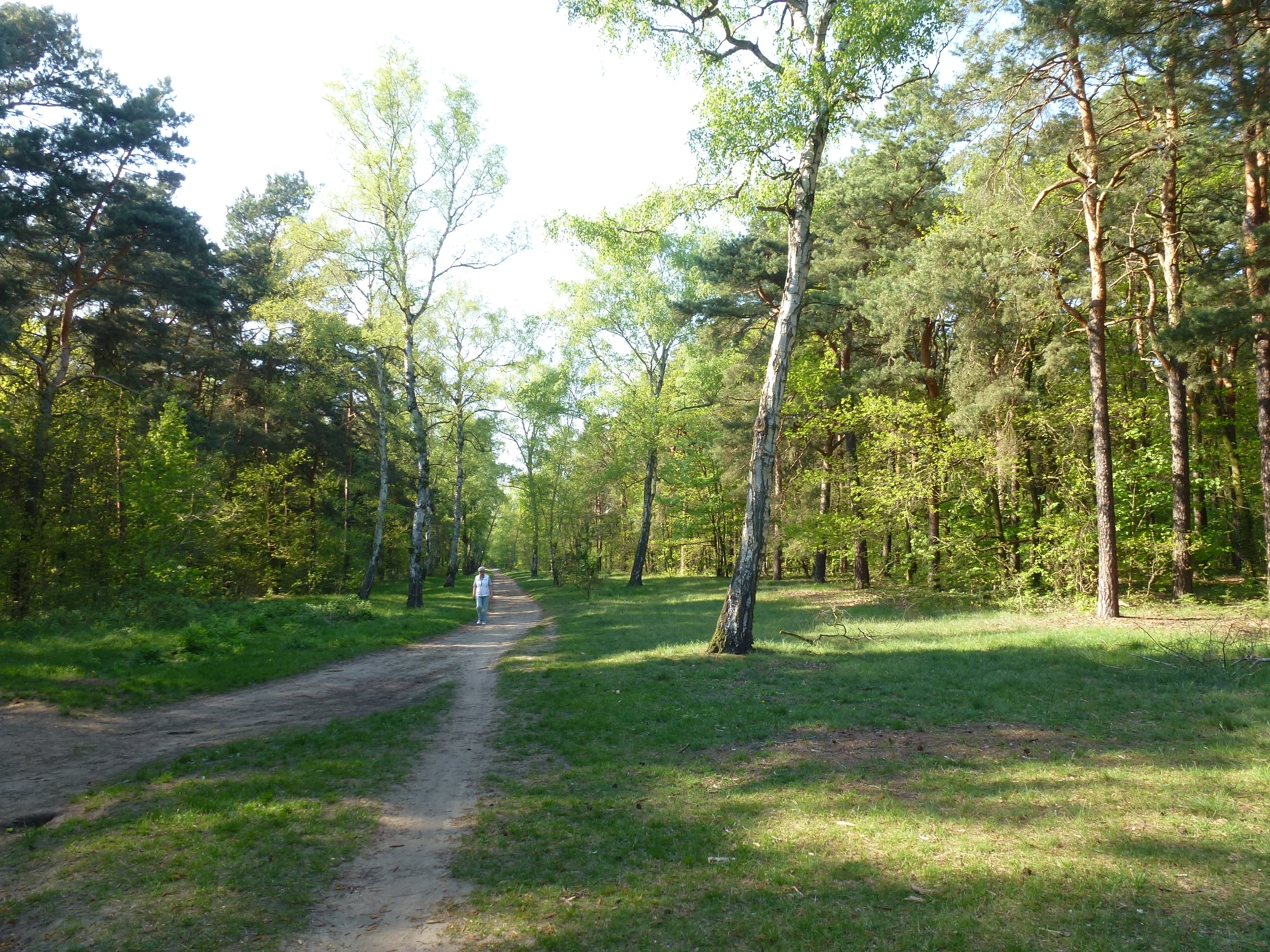
Birkenweg in Adlershof

Mit dem Erreichen der Oberspreestraße erfolgt der Wechsel in den Ortsteil Adlershof, der alte Dorfkern wird östlich umgangen. Weiter führt der Hauptweg 15 geradeaus durch die Köllnische Heide, um den Sportplatz herum in den Birkenweg nach links zu einer neugebauten Eigenheimanlage (Zur Holzoper), Genossenschaftsstraße, rechts in die Vogelbeerstraße und links in die Husstraße mit zweigeschossigen Reihenhäusern. Durch die 50 Meter lange Eigenheimgasse nach links wird die Anna-Seghers-Straße erreicht und diese zur Dörpfeldstraße mit dem Straßenbahnlauf genutzt. Von der Dörpfeldstraße über das Adlergestell geht es durch die Eisenbahnbrücke am S-Bahnhof Adlershof zur Rudower Chaussee. Nach einem kurzen Wegstück führt der Teltower Dörferweg in die Wagner-Régeny-Straße (nach rechts) und weiter in die Pfarrer-Goosmann-Straße, an der Gebäude der lokalen Agentur für Arbeit sowie Einrichtungen des Bezirks Treptow-Köpenick stehen. Auf dem Groß-Berliner-Damm nach rechts wird das bebaute Gelände vorerst hinter der Hermann-Dorner-Allee (links) und der Igo-Etrich-Straße verlassen und damit der Ortsteil.
Von der Ecke Groß-Berliner-Damm zur Hermann-Dorner-Allee erfolgt der Wechsel nach Johannisthal. (Karte) In Johannisthal folgt der grüne Hauptweg 15 nun nach Westen auf dem vormaligen Flugfeld Johannisthal nach Südwest wechselnd an der Grenze zwischen dem LSG und dem NSG. Das NSG Landschaftspark Johannisthal liegt auf dem zentralen Teil des ehemaligen Flugplatzgeländes, das seine Natureigenschaft durch die bis 1990 dauernde Nutzung als militärisches Übungsgelände des in Adlershof ansässigen Wachregiments behielt, insgesamt ist diese Fläche als Landschaftspark Johannisthal/Adlershof markiert und wird zunehmend ausgebaut. Der weitere Weg führt innerhalb der offenen Fläche des Landschaftsparks nach Süden bis in Höhe der Johann-Hittorf-Straße (Oktogon). Nach links zur Hermann-Dorner-Allee und an dieser rechts geht es an ihrem westlichen Randstreifen (auf das Adlershofer Gebiet) über den Eisenhutweg, der sich jenseits der Straßenkreuzung als Rudower Chaussee in Adlershof fortsetzt. Der Dörferweg geht nach Süden geradeaus weiter auf der Hermann-Dorner-Allee zum Ernst-Ruska-Ufer (Zufahrt zur A 113), durch die Autobahnbrücke hindurch wird über eine Brückenrampe die Fuß-/Radwegbrücke neben der Autobahn erreicht, wobei kurzzeitig abermals Johannisthaler Terrain betreten wird.
Unterhalb dieses Brückenwegs kreuzt der Teltowkanalweg am nördlichen Kanalufer. Johannisthal wird über dem Nordufer des Teltowkanals verlassen, wobei die Autobahnbreite und auch das als Zubringer dienende Ernst-Ruska-Ufer noch zum Ortsteil gehören. Zudem wechselt in diesem Bereich der Mauerweg zwischen Teltowkanal- und Teltower Dörferweg.

### Rudow und Altglienicke

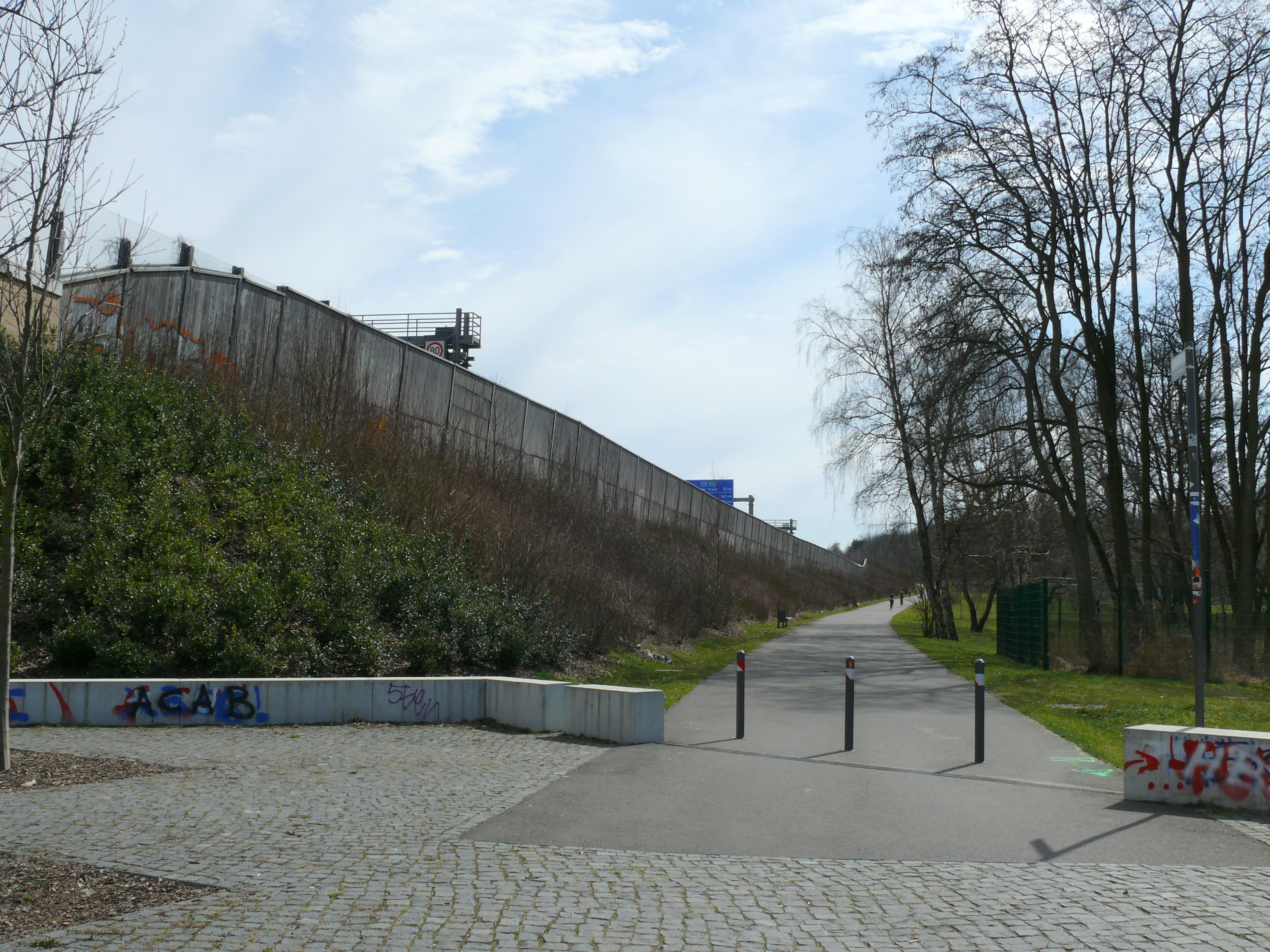
Mauerweg zwischen Autobahn und Landschaftspark

Der Teltowkanal gehört zu Rudow, so wird auch die Bezirksgrenze Treptow-Köpenick/Neukölln überquert. Vormals und vor dem Autobahnbau war hier in Mauerlage die Grenze zwischen Ost- und West-Berlin. Allerdings folgt am Ende der Brücke nach 100 Metern der Ortsteil Alt-Glienicke (wiederum Bezirk Treptow-Köpenick). Der Teltower Dörferweg verläuft gemeinsam mit dem Berliner Mauerweg im Weiteren an der Westseite der A 113 auf einem gut ausgebauten asphaltierten Wegstück, zwischen Büschen und Wiesenstücken liegend, das auch als Skaterstrecke genutzt wird. Die Autobahn führt an der Bezirksgrenze entlang, so wechselt dieser Weg streckenweise zwischen den Ortsteilen Rudow und Alt-Glienicke, liegt jedoch vorwiegend auf Altglienicker Flur. Die Autobahn liegt teilweise im Tunnel und ist sonst mit einer Schallschutzwand lärmgedämpft und unsichtbar vom Hauptweg abgesondert.
Der Hauptweg (in Altglienicke) kreuzt anfangs die Rudower Straße, die mit einer Fußgängerinsel unterteilt ist und gelangt neben dem Kiessee in den Landschaftspark Rudow-Altglienicke, wobei hier die Autobahn in den „Tunnel Rudower Höhe“ führt. Die Siedlung Rudower Höhe (An der Rudower Höhe, Niederschlemaer Weg) liegt hinter einem Waldstreifen (vormals Grenzstreifen) in Rudow. Rechts 150 Meter vom Hauptweg liegt auf Rudower Terrain die Landschaftsfläche der Rudower Höhe, ein Hügel von 70,4 m ü. NN gefolgt von der KGA ‚Rudower Höhe‘ und der Wochenendsiedlung ‚An der Rudower Höhe‘, links in Altglienicke eine Eigenheimsiedlung um den Braunellenplatz, gefolgt von der Siedlung Grüneck (Kasperstraße).
Am Dankmarsteig, der in beiden Ortsteilen liegt (Rudow: Mozartring), wechselt die Bezirksgrenze für 100 Meter über den Hauptweg 15 und nach 50 Metern (Altglienicke) nochmals für 20 Meter nach Rudow. Das Gelände des Landschaftsparks mit dem Städtischen Friedhof liegt links nun vorwiegend in Altglienicke. Zudem endet hier der Autobahntunnel und der wegen der folgenden Rudower Siedlung eng an der Autobahn liegende Dörferweg verläuft 400 Meter in Rudow. Auf halber Strecke verbindet eine Fußgängerbrücke die beiden Ortsteile über die Autobahn, die hier vertieft in einem Trog zwischen Lärmschutzwänden liegt, in Höhe der Lutz-Schmidt-Straße beginnt der 300 Meter lange Tunnel Alt-Glienicke. Da hier die Ortsteil-(Bezirks-)grenze nach Westen ausweicht, führen Haupt- und Mauerweg durch Altglienicke. Das Gelände (vorwiegend Grünland) gehört ebenfalls noch zum Landschaftspark. Während die Autobahn südwärts nach Osten führt, geht der Dörferweg nach Westen ab. Nach 600 Metern findet sich im Westen wieder eine Siedlung (Deutschtaler Straße, Am Klarpfuhl), östlich in Altglienicke eine Obstwiese. Der Ortsteil Altglienicke wird hier verlassen.

### Rudow

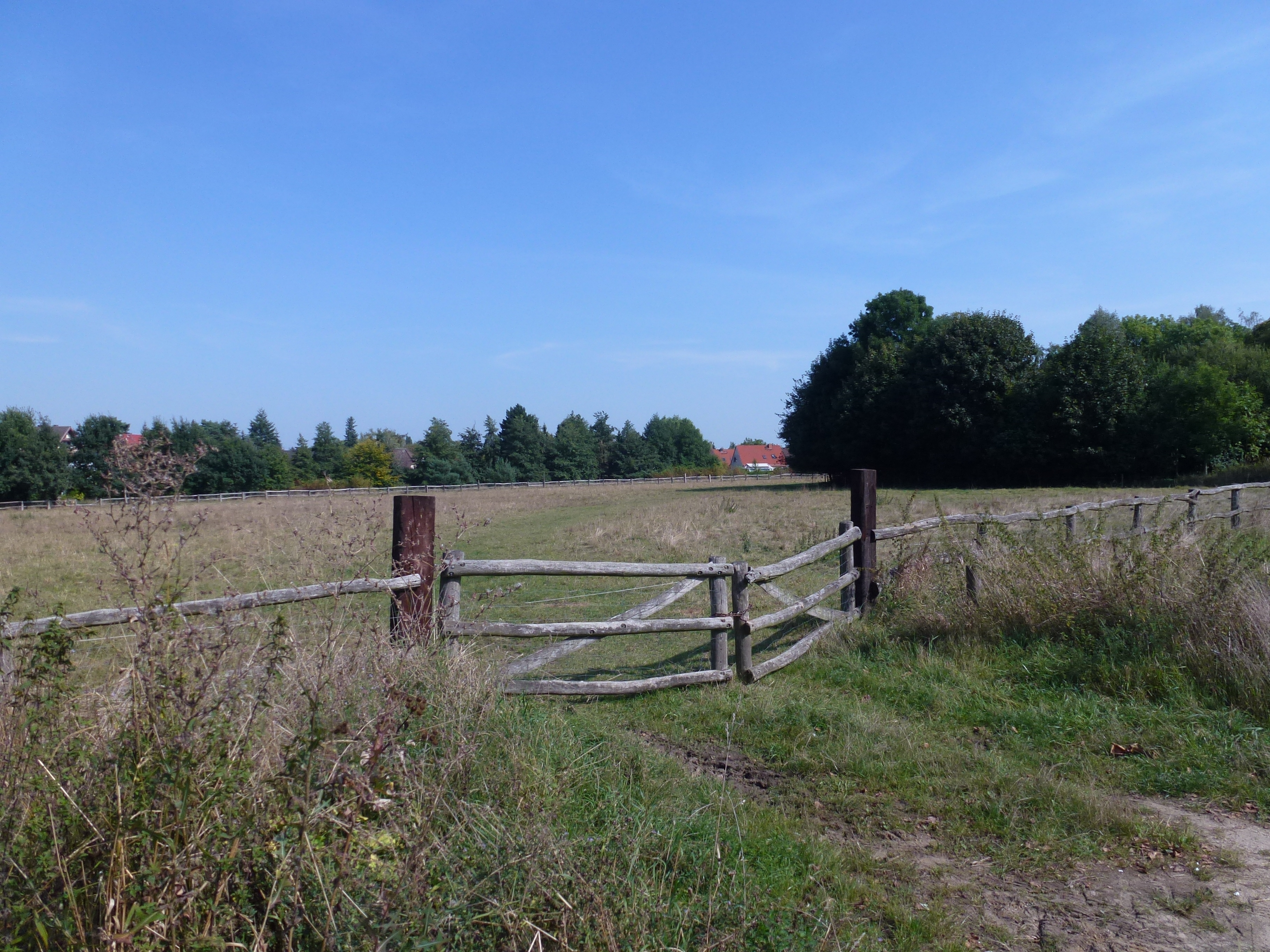
Wiesen am Meskengraben

Der Ortsteil Rudow ist 150 Meter vor der B 179 (Waltersdorfer Chaussee) erreicht, hier ist auch die Stadtgrenze erreicht. Dies wird kenntlich durch den Übergang (Karte) von Berlin nach Schönefeld (Brandenburg). Hier befand sich vormals eine Grenzübergangsstelle, die den Zugang von West-Berlin zum – in der DDR gelegenen – Flughafen Schönefeld bot.
Am Rand des Rudower Südparks geht es auf der Stadtgrenze zwischen Berlin und Brandenburg zur Rudower Chaussee weiter. Hinter dem Parkgelände liegt das Frauenviertel Rudow mit viergeschössigen Wohnhäusern am Hildrud-Dudek-Weg. Es folgt die Schönefelder Straße (im Brandenburger Schönefeld als Rudower Chaussee weiterführend). Der grüne Hauptweg biegt nach rechts (nordwärts) in diese Straße, während der Mauerweg an der Stadtgrenze geradeaus weiterführt. Zwischen Siedlung an der Schönefelder Straße und dieser Straße geht der Hauptweg an der Straße 184 nach links und dann nach rechts auf die Anlagenwege eines 70 Meter breiten Kleingärtenstreifens (KGA ‚Weimars Ruh‘, KGA ‚Steingrube‘), um an der Straße 183 (bis Ecke Straße 148) für 20 Meter ein Grundstück auf der Schönefelder Straße zu umgehen. Weiter führt der Hauptweg durch das Wiesengelände am Meskengraben (Meskenbecken) und um das Naturdenkmal Lolopfuhl zum Westrand des Wiesengeländes und durch ein Waldstück parallel zu den Grundstücken der Straße 179. Mit dem Überqueren der Waßmannsdorfer Chaussee (zu beiden Seiten die KGA ‚Waßmannsdorfer Fliederheim‘) geht es zwischen den beiden Naturdenkmalen Großer (rechter Hand) und Kleiner Rohrpfuhl hindurch und in die Kolonie ‚Ewige Heimat‘ auf den Rhodeländerweg (er ist Teil der Siedlung mit Straßennamen nach Hühnerrassen) zur Groß-Ziethener Chaussee. Vorher liegen an beiden Wegseiten die KGA ‚Ewige Heimat‘ und nach West die ‚Siedlung am Bahnhof Rudow‘. Über die Ziethener Chaussee ein paar Schritte nach rechts geht es durch ein Parkstück mit dem Weg auf einem Steg über das Rudower Fließ, von dem es weiter nach Nordwest geht, auf dem Bildhauerweg und durch die KGA ‚Zittauer Straße‘ auf dem weiteren Grünzug zum Zwickauer Damm. Darüber hinweg werden nach 280 Metern durch die 40 Meter breite Grünfläche die Gleise der Industriebahn erreicht, die vormals das Kraftwerk Rudow versorgt hatte. Mit der Wutzkyallee nach rechts wird am Bahngleis der Ortsteil verlassen.

### Gropiusstadt

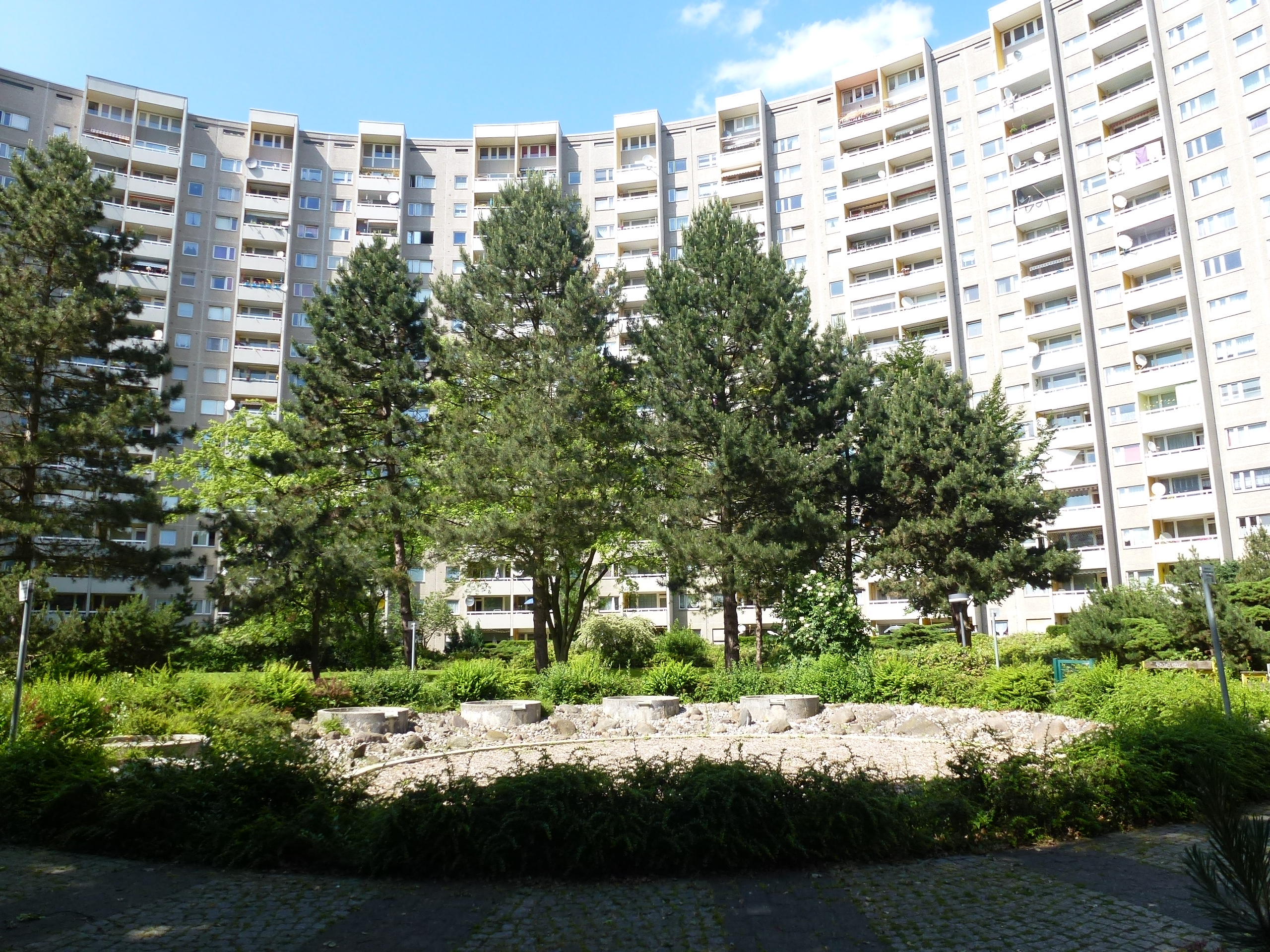
Gropiushaus am Wildmeisterdamm

Die Gleise der Industriebahn markieren den Ortsteilwechsel (Karte) von Rudow nach Gropiusstadt, die vom Teltower Dörferweg an der Wutzkyallee erreicht wird. Die Gropiusstadt entstand in den 1960er und 1970er Jahren auf Feldern und Ackerflächen der Dörfer Buckow und Rudow. Der weitere Weg nach links nördlich der Bahngleise führt in das Rudower Wäldchen, ein Landschaftsschutzgebiet in Stadtrandlage mit vormaliger Mauernähe, das sich in Brandenburg südlich als „Park am Vogelwäldchen“ fortsetzt. Im Rudower Wäldchen geht es nach Norden über den Sollmannweg zum Wildmeisterdamm, dem (historischen) Verbindungsweg zwischen Buckow und Rudow. Hier endet das Rudower Wäldchen vor dem konvex gebogenen Gropiushaus. Der Wildmeisterdamm nach links begangen kreuzt zunächst die Lipschitzallee (180 Meter zum U-Bahnhof Lipschitzallee), weiter über den Bat-Yam-Platz geht es die nächsten 1350 Meter durch bebautes Gebiet mit umgebenden Grün am Südrand der Gropiusstadt entlang, darunter insbesondere der Grünzug oberhalb der U-Bahn-Linie U7. Das letzte Stück der geraden Wegstrecke kreuzt den Wermuthweg und liegt danach parallel zu diesem bis an den Kölner Damm. Auf dem westlichen Gehweg des Kölner Damms liegt der Hauptweg auf der Grenze von Gropiusstadt und Buckow.
Nahe dem gleichnamigen U-Bahnhof wird die 40 Meter breite Johannisthaler Chaussee gequert (ampelgeregelt). Beim Wechsel in die Tischlerzeile für 70 Metern bis an die Severingstraße (Karte) liegt der benutzte rechte Gehweg auf der Ortsteilgrenze Gropiusstadt/ Britz und es steht ein Wechsel der Ortsteile innerhalb des Bezirks Neukölln an.

### Britz

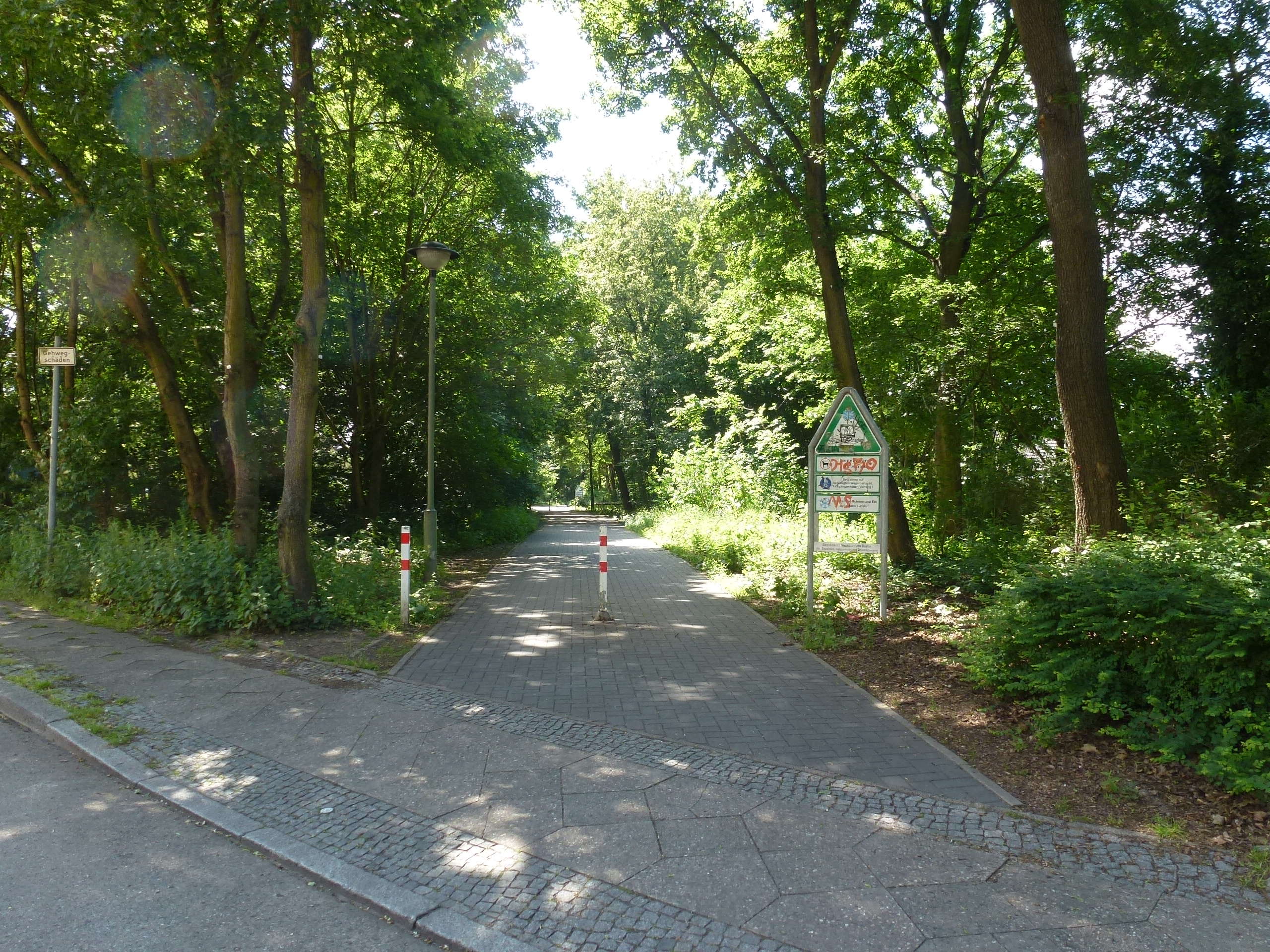
Hochspannungsweg in Britz

Britz ist ebenfalls ein ehemaliges Teltowdorf, das aber durch seine nähere Lage zu Berlin eher erschlossen war als die Nachbarorte. Mit dem Erreichen von Britz über die Johannisthaler Chaussee ist eine ideale Führung des Teltower Dörferwegs nach links bis zum hier liegenden Bahngleis der Neukölln-Mittenwalder Eisenbahn und weiter an dieser nach rechts bis zum Hochspannungsweg vorgesehen. Der empfohlene Ersatz für den grünen Hauptweg[veraltet] führt auf der Tischlerzeile über Malersteig und Bauführerweg hinweg zum Hochspannungsweg, der vor der Wetzlar-Schule nach links zu begehen ist. Dieser begrünte Weg durch die Eigenheimgebiete der Siedlung Neuland blieb erhalten. Hier befindet sich seit 1918 die Trasse einer Hochspannungsleitung vom Kraftwerk Zschornewitz zum ehemaligen Standort eines Aluminiumwerks (heute: Kraftwerk Klingenberg). Nach überqueren der Gleise der Neukölln-Mittenwalder Bahn folgen quer der Zimmerer-, Dachdecker-, Steinträger-, Maurerweg bis zum Buckower Damm. Der Hochspannungsweg folgt ein Stück der Grenze Britz/ Buckow, wobei gegenüberliegend der Eingang zum Britzer Garten und dem Parkfriedhof Neukölln liegt. Es schließt sich die Kolonie ‚Heimaterde‘ an und über den Breitunger Weg hinweg die Britzer Kolonie ‚Kurt Pöthig‘ mit dem Hochspannungsweg als Grenzweg zu Buckow. 150 Meter nach dem Breitunger Weg führt der Teltower Dörferweg nach links in den Ortsteil Buckow hinein.

### Buckow

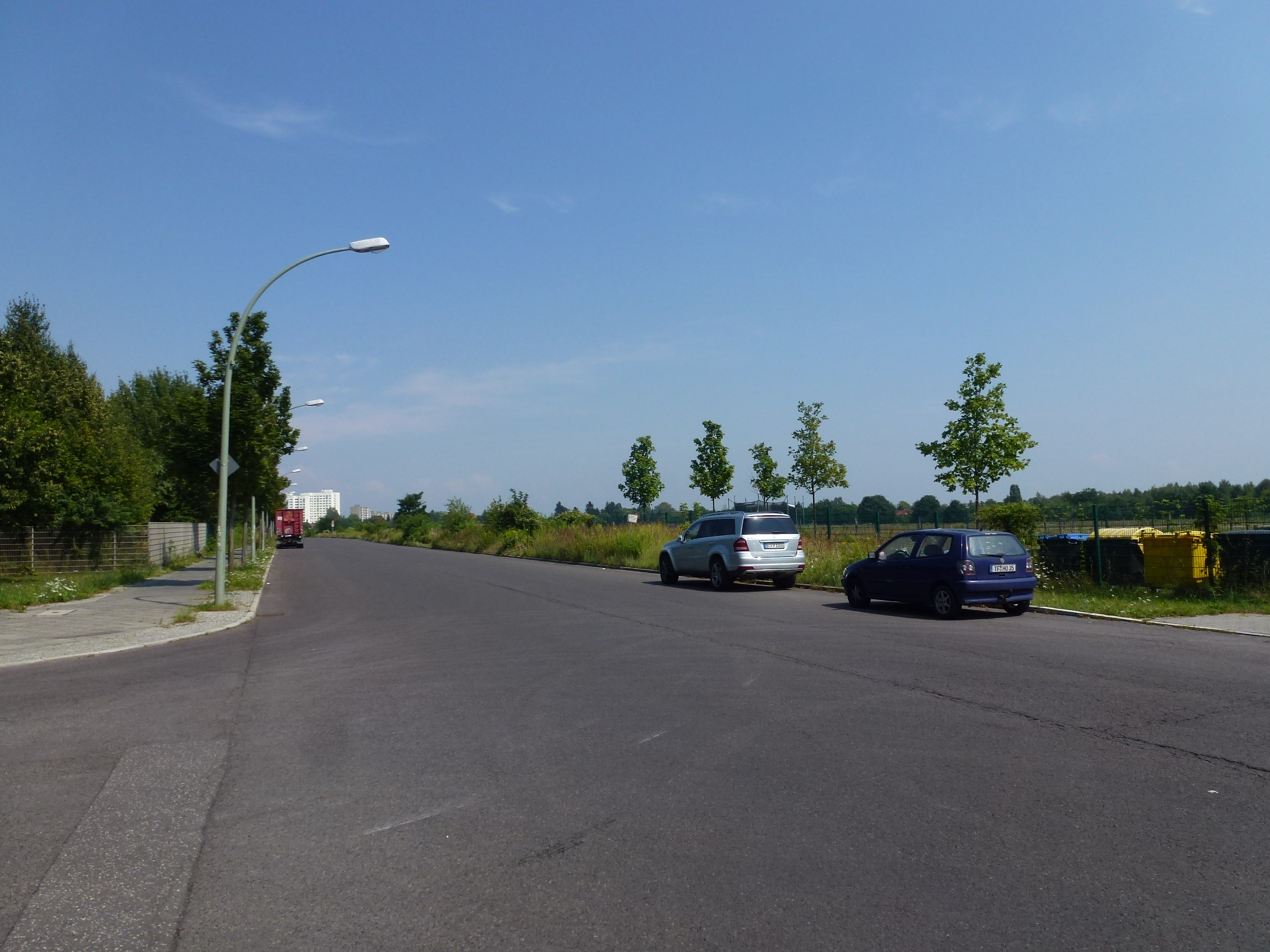
Stadtgrenze an der Gerlinger Straße

Mit dem Wechsel nach Buckow (Karte) führen der Teltower Dörferweg und der vom Breitunger Weg kommende Britz-Buckower Weg (Hauptweg 10) nach Südost zwischen den Wohnhäusern am östlich gelegenen Bienwald- und dem westlicheren Bernsteinring zur Neubausiedlung In den Gärten und der Marienfelder Chaussee (die westliche Verlängerung von Alt-Buckow). Der alte Dorfkern wird durch diese Führung des Hauptwegs im Norden umgangen. Die 40 Meter breite, zweibahnige Marienfelder Chaussee mit Mittelstreifen und starkem Autoverkehr im Süden Berlins wird links versetzt (80 Meter) zum Delmer Steig überwunden, ein grüner Fußweg, hinter dem der Wendehammer der Straße folgt. Die beiden Hauptwege 10 und 15 nutzen gemeinsam diese Trasse (über Salmbacher Straße und Trimbacher Straße) zur Warmensteinacher Straße auf der es ein wenig nach rechts zu einem schmalen grünen Durchgang hinter deren Grundstücken nach Süden geht. Dieser Parkweg führt zwischen Wohnbauten neben Ernst-Arndt- und Pfarrer-Wenke-Weg hindurch zur Gerlinger Straße. Über letztere hinweg zwischen Landschaftspark Töpchiner Weg (eine Ackerfläche) und KGA ‚Buckower Feldmark‘ wird die Stadtgrenze erreicht. Hier endet der Britz-Buckower Weg. Der Teltower Dörferweg biegt westwärts (nach rechts) zum Töpchiner Weg, dieser ist die Fortsetzung der Gerlinger Straße um die Ecke der Stadtgrenze herum und wird vom Dörferweg noch in Buckow erreicht, als Grenzweg benannt. Der Mauerweg an der Stadtgrenze führt auf 90 Metern durch das Wäldchen auf dem ehemaligen Mauerstreifen, verbleibt aber am Rand des Brandenburger Ackerlandes um Großziethen.

### Lichtenrade
Der Töpchiner Weg (Karte) führt den Hauptweg auf dem (diesseitigen, also östlichen) Gehweg über die Bezirksgrenze Neukölln/Tempelhof-Schöneberg in den Ortsteil Lichtenrade hinein. An den links abgehenden Seltersstraße, Krontal-, Schwalbach-, Kamberg-, Kloster-Zinna-Straße vorbei führt der Weg vor Straße 9 an der vormaligen Eisenbahntrasse über die Straße und durch eine Wiesen-/Grünfläche nach Alt-Lichtenrade und diese Straße nach links genutzt zu einem Platz den diese, der Töpchiner Weg, Homburgstraße und Fehlingstraße bilden. Von der Fehlingstraße aus wird eine Hauptverkehrsstraße (Lichtenrader Damm) zur Grimmstraße überquert. Diese wird bis zum westlichen Ende (Neue Heimat, Luther-, Schillerstraße, Halker Zeile, Krusauer Straße, Rotenkruger Weg kreuzend) an der Geibelstraße begangen und letztere wird überquert zu einer Parkfläche hinter den Grundstücken der Werfelstraße. Weiterhin wird die Simpsonweg gequert und der Weg durchs Grün endet an der Neanderstraße. An dieser Stelle 150 Meter vom S-Bahnhof Schichauweg führt der Dörferweg auf der Neanderstraße nach Norden von der Barnetstraße weg. Am Anlagenweg durch die Bahnlandwirtschaft auf der ehemaligen Trasse des Güteraußenrings (der zur Fontanestraße gehört) geht es zu einer Bahnunterführung durch die S-Bahn-Strecke nach Mahlow (Linie S2).

### Marienfelde
Östlich am Bahngelände der Dresdener Bahn (S-Bahnlinie S2) liegt der Ortsteilwechsel (Karte) von Lichtenrade nach Marienfelde (beide im Bezirk Tempelhof-Schöneberg). Durch die Bahnunterführung wird der Miethepfad an deren nördlicher Wendeschleife erreicht, nach rechts führt von da der Weg wieder zur Trasse des ehemaligen Güteraußenrings. Dieser Weg ist als asphaltierter Fuß- und Radweg ausgebaut (Rainfarnweg), er wird nach West (linker Hand) genutzt. Die Motzener Straße wird gekreuzt, vor und danach führt der befestigte Weg bis zum Königsgraben durch Gewerbegebiet. Allerdings wurden beim Ausbau des Güteraußenring-Weges Bäume und Sträucher eingebettet, die die Firmenzäune und die Gewerbegebäude abdecken. Am Königsgraben wird als Adolf-Kiepert-Steg ein Fußweg mit dem Nord-Süd-Weg (Hauptweg 05) über die Trasse geführt.

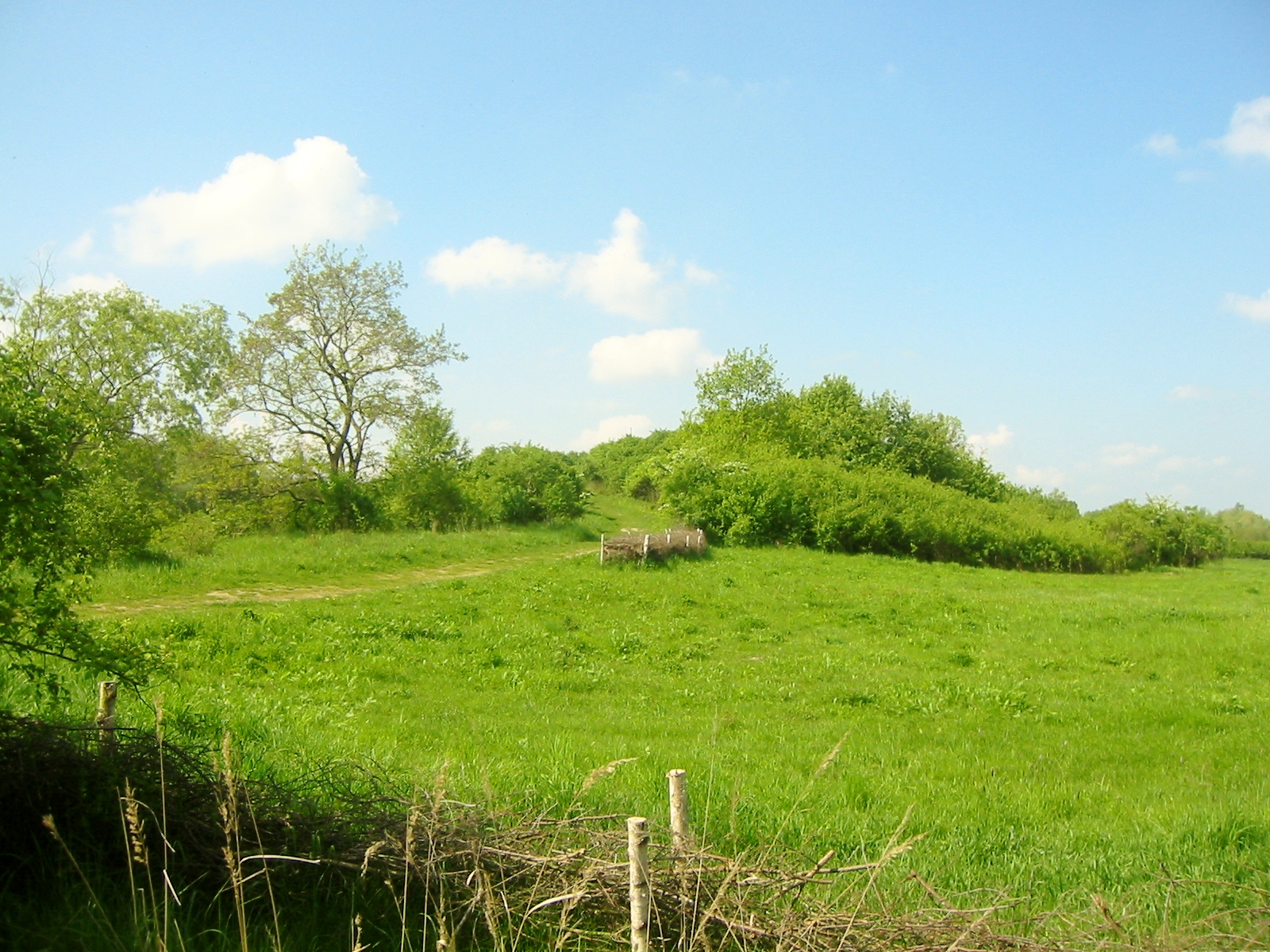
Alpengipfel des Freizeitparks Marienfelde

Weiter nach Westen liegen nun grüner Hauptweg 05 und 15 gemeinsam auf dem Weg des Güteraußenrings am Südrand des Freizeitparks Marienfelde. An dessen Südwestecke vor der KGA ‚Am Freizeitpark‘ und nördlich von einer Einrichtung des Umweltbundesamtes und der KGA ‚Birkholz‘ gehen die beiden Hauptwege am Westrand des Parks, einer ehemaligen Müllkippe, nach Norden (d. i. nach rechts) zur Erhebung (76 Meter) und weiter um die an der linken Wegseite liegenden Gewerbegebäude herum (später nach links) geht es zur KGA ‚Am Diedersdorfer Weg‘ und wiederum nach rechts zum Schlehenberg (Höhe 58,5 Meter). Vor dieser Erhebung führt der Weg nach links (westwärts) durch die KGA ‚Amstelveen‘ zur B 101 (Marienfelder Allee). Nach dem Überqueren der 30 Meter breiten Hauptstraße und Ausfallstraße von Berlin nach Süden führen Tempelhofer Dörferweg und Nord-Süd-Weg am Südrand der Wohngebäude (Marienfelder Tor) durch einen Parkweg zum Tirschenreuther Ring und weiter auf einem Grün- und Parkstreifen zwischen Schulgebäuden und Seniorenwohnhaus (rechter Hand) und Wohngebäuden an der Waldsassener Straße (linker Hand) hindurch. Vor dem in Höhe vom Lichterfelder Ring stehenden Evangelischen Gemeindezentrum (Karte) trennen sich die beiden Hauptwege. Der Teltower Dörferweg führt westwärts nach links in den Lichterfelder Ring und der Nord-Süd-Weg geradeaus zur Hildburghauser Straße.

### Lichterfelde
Der Lichterfelder Ring führt den Teltower Dörferweg von der Waldsassener Straße nach Westen über die Bezirksgrenze in den Ortsteil Lankwitz, diese Bezirksgrenze bildet hier an der Stadtgrenze einen „Tripelpunkt“ zwischen den Flächen von Tempelhof-Schöneberg, Steglitz-Zehlendorf und dem Ortsteil Heinersdorf von Großbeeren im Land Brandenburg (Osdorfer Wäldchen). 60 Meter hinter dieser Brandenburger Ecke führt der grüne Hauptweg 15 nach rechts in den Lechtaler Weg der zur Sondershauser Straße abbiegt und über diese hinweg 30 Meter nach rechts versetzt auf einen quer verlaufenden Parkweg stößt. Der Hauptweg Nummer 15 geht nach Westen weiter, und nach Osten kann man hier auf einem zwei Kilometer lang gestreckten Grünzug bis zur Marchandstraße Ecke Malteserstraße in Lankwitz laufen, wo man auf den Nord-Süd-Weg trifft, den grünen Berliner Hauptweg mit der Nummer 5.

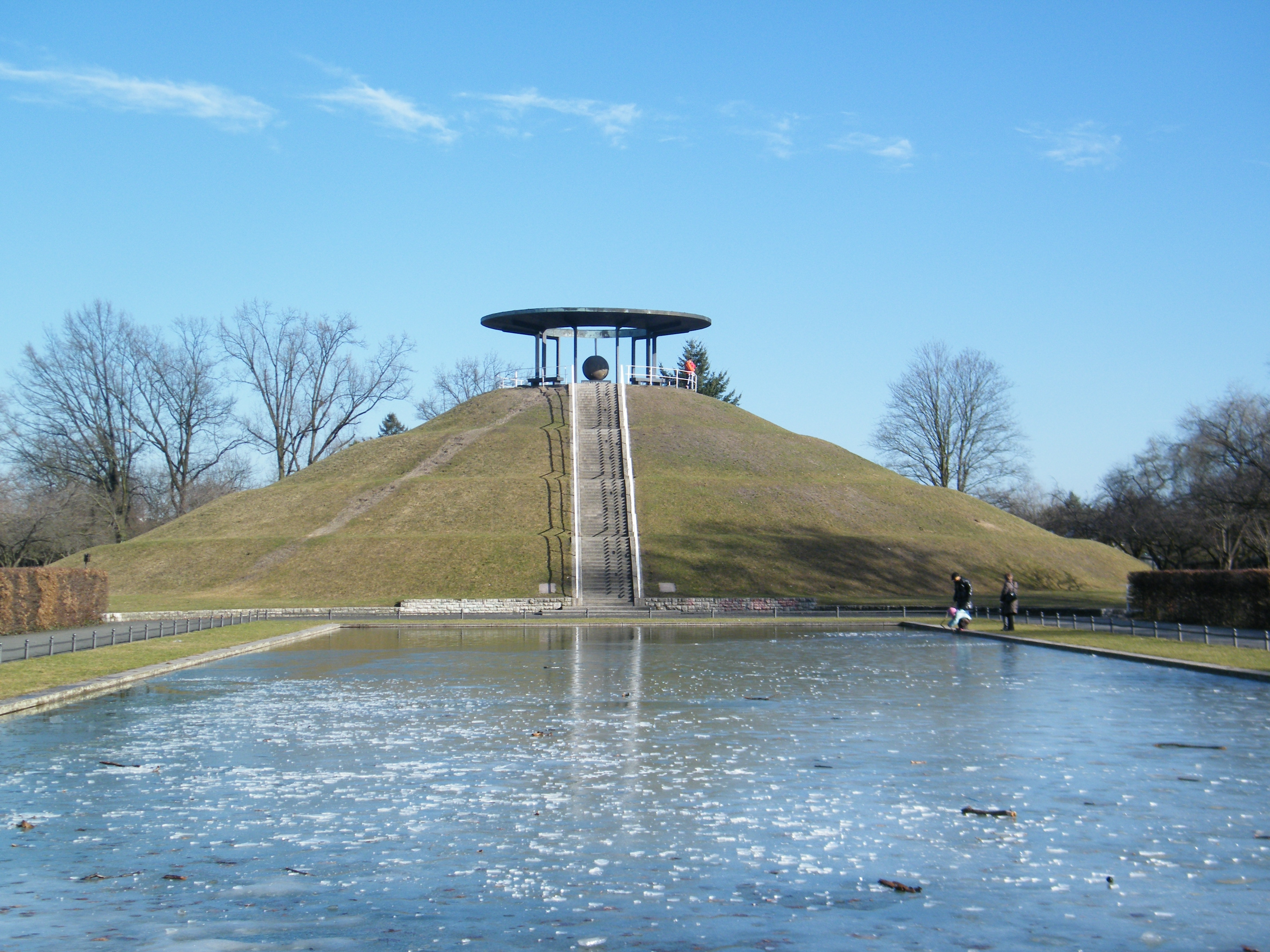
Fliegeberg im Lilienthalpark mit der Otto-Lilienthal-Gedenstätte

Auf dem Parkweg die Fügener Weg, den Pertisauer Weg, die Stanzer Zeile, den Lermoser Weg und den Achenseeweg überquerend gelangt man durch eine Eigenheimsiedlung und die Kleingartenanlage ‚Scheelestraße‘ berührend zum Lilienthalpark am Karpfenteich. Der Weg führt nördlich um das Gewässer herum, dort befindet sich nördlicherseits auf dem Fliegeberg die Lilienthal-Gedenkstätte.
Danach geht es wiederum südwärts an einem Spielplatz vorbei und auf der Schütte-Lanz-Straße wieder zum Lichterfelder Ring der nach rechts weiter genutzt wird. Am Wohngebiet Bürgipfad vorbei wird der Parkweg in den 50 Meter breiten Johann-Baptist-Gradl-Grünzug nach links (nach Süden) eingeschlagen (KGA ‚An der Rodelbahn‘, KGA ‚Am Wäldchen‘). Geradeaus weiter wird die Stadtgrenze überschritten und der Berliner Mauerweg auf Brandenburger Gelände genutzt. Dieser Grenzweg verläuft nach rechts zur Osdorfer Straße, wo noch ein Mauersegment steht. Auf der Großbeerener Seite der Stadtgrenze verläuft der Weg weiter zum Japaneck, benannt nach der hier befindlichen Kirschbaumallee am Mauerweg. Auf Berliner Seite liegt in einem Gebietsvorsprung das Privatgelände der Parks Range, wo sich vormals ein amerikanischer Truppenübungsplatz befand. Dem Hauptweg/ Mauerweg nach Nordwest folgend bleibt dieser nach der Gebietsecke in Brandenburger Gemeinden, wobei hier jedoch Großbeeren nach Teltow wechselt. Eine Wegeführung auf die Berliner Seite erfolgt, da sich zwei Bahnunterführungen hinter wechselt der Hauptweg 15 wieder auf die Brandenburger Seite, seit dem Japaneck begleitet von der Kirschbaumallee. An der Lichterfelder Allee in Teltow trennt sich der Teltower Dörferweg wieder vom Mauerweg und führt auf dem Ostpreußendamm (in Lichterfelde) etwa 300 Meter an einer nördlicher liegenden Wohnsiedlung (Ostpreußendamm 97/99) vorbei, um dann nach links zur KGA ‚Erbkaveln I‘ und durch diese hindurch zu führen. Neben dem Moorgraben am Rande des LSG Schilfluchgraben geradeaus weiter wird das Südufer der Teltowkanals erreicht und auf dem Weg nach rechts zur Eugen-Kleine-Brücke wird auf der Wismarer Straße der Kanal zum Nordufer gewechselt, wo der Teltower Dörferweg (Nr. 15) mit dem Hauptweg 17 (Teltowkanalweg) zusammentrifft. Nach links am Kanalufer entlang führen nun beiden Wege auf der gemeinsamen Führung weiter.

### Zehlendorf
Von der Wismarer Straße (Karte) ist der Weg am Nordufer des Teltowkanals die Führung für den Teltower Dörferweg (Nr. 15) und den Teltowkanalweg (Nr. 17). In Höhe der KGA ‚Aegirbad‘ beginnt auf dem anderen Kanalufer das Stadtgebiet von Teltow und in der Kanalmitte liegt die Stadtgrenze. Die Nordseite am Weg wird von einem Gewerbe- und Industriegebiet am Zehlendorfer Stichkanal eingenommen, das bis zur Goerzallee reicht. Es folgt die KGA ‚Am Stichkanal‘ auf der Halbinsel, die von beiden Kanäle gebildet wird. Zur Überquerung des Stichkanals besteht eine Stahlgitterbrücke etwa 60 Meter vom Teltowkanal entfernt. Dahinter führen beide Hauptwege wieder ans Ufer. An der Knesebeckbrücke, die die Zehlendorfer Straße in Teltow und den Teltower Damm in Berlin verbindet, liegt der Ortsteilwechsel von Lichtenrade nach Zehlendorf, Ortslage Schönow. Hier kommt der Mauerweg auf Berliner Seite hinzu und führt mit den beiden Hauptwegen auf dem Uferweg weiter über den Schönower Graben zur Südwestecke von Schönow mit der ehemaligen Teltow-Werft; ein Wiederaufbau der Teltow-Werft-Brücke zur Teltower Nuthestraße ist geplant. Wegen dieses Gewerbegebiets weichen die drei Wege vom Kanalufer zum Kleinmachnower Weg/Sachtlebenstraße ab und nördlich vom Gewerbegebiet nach links zur Stadtgrenze. Der Teltower Dörferweg führt mit dem Mauerweg nach Norden am Buschgraben entlang der Stadtgrenze zu Kleinmachnow, der Hauptweg 17 folgt dem Teltowkanalfluss nach Westen. In dem Grünzug am Buschgraben wird die Machnower Straße (die L 77, in Kleinmachnow ist es der Zehlendorfer Damm) erreicht, dieser wird nach rechts gefolgt und weiter auf der Ludwigsfelder Straße (nach links) um einige mehrgeschossige Wohnhäuser zur Stadtgrenze an der Nordostecke von Kleinmachnow herum. Weiter führen der Hauptweg Nr. 15 und der Mauerweg auf der Neuruppiner Straße an der Stadtgrenze nach Westen. Der Mauerweg führt in Höhe der Schule am Buschgraben weiter an der Stadtgrenze entlang, jedoch biegt der Teltower Dörferweg rechts in einen Parkweg zwischen Schule und Häusern der Gerhardsdorfer Straße ab, über die Ludwigsfelder Straße hinweg durch die Schopfheimer Straße, die Berlepschstraße nach rechts kreuzend zur Idsteiner Straße, die in der eingeschlagenen Richtung weitergegangen wird. Auf der Idsteiner Straße wird östlich vom ehemaligen Bahnhof Zehlendorf-Süd die ehemalige Stammbahn Berlin–Potsdam gekreuzt, unmittelbar danach geht es an den Bahngleisen nach rechts zum Buschgraben und an dessen Grünzug weiter (neben dem BSR-Recyclinghof) über den Hegauer Weg am Rückhaltebecken (Buschgrabenbecken) vorbei zur Königsstraße. Auf letzterer ebenfalls nach rechts durch die Eisenbahnbrücke der S-Bahn zwischen Bahnhof Zehlendorf und Bahnhof Mexikoplatz um diese am Fischer-Diskau-Weg, dem Ostrand des Paul-Mebes-Parks wieder zu verlassen und die B 1 (Potsdamer Chaussee) zu erreichen.
Die Potsdamer Chaussee hat hier eine Breite von gesamt 50 Metern und der Weg führt hinüber in die Forststraße, die sofort nach rechts (ostwärts) verlassen wird (Karte). Der Hauptweg führt durch das LSG Gemeindewäldchen, das an der Chaussee entlang liegt. Über die Busseallee hinweg wird im Ostteil am Wegestern der Nordweg gewählt, der zur Fischerhütten- /Ecke Bergmannstraße führt. Auf der anderen Straßenseite geht es in die Plüschowstraße entlang am Westrand vom Friedhof ‚Zehlendorf Onkel-Tom-Straße‘ um danach die Sven-Hedin-Straße zu kreuzen, rechts am Straßenbogen wird der Parkweg am Ernst-Reuter-Stadion zur Onkel-Tom-Straße genutzt und auf dem Siebenendenweg führt der Hauptweg Nummer 15 durch das Ernst-Reuter-Sportfeld. Es wird die Wilskistraße überquert und auf der Siebenendenwegbrücke die hier offenliegende U-Bahn-Trasse der Linie U1 unweit vom U-Bahnhof Onkel-Toms-Hütte, anschließend geht es über die 40 Meter breite Argentinische Allee hinweg in einen Forststreifen mit einer Breite von 130 Metern, der die beiden angrenzenden Wohnsiedlungen (Eschershauser Weg im Osten und das Hessische Quartier im Westen) trennt. Über den Quermatenweg hinweg geht die Wegeführung in das Landschaftsschutzgebiet an der Krummen Lanke hinein, hier trifft der Teltower Dörferweg an der Südwestecke des NSG Riemeisterfenn auf den Hauptweg 11 (Wannseeweg) und hat den westlichen Eckpunkt (Karte) erreicht.

## Nahverkehrsanschlüsse
In der Richtung von West nach Ost liegen zum Anschluss an den ÖPNV:
- U-Bahnhof Onkel Toms Hütte,
- S-Bahnhof Zehlendorf,
- S-Bahnhof Schichauweg,
- U-Bahnhof Lipschitzallee,
- U-Bahnhof Rudow,
- S-Bahnhof Adlershof,
- S-Bahnhof Oberspree.